# Факультет юстиції Національного юридичного університету імені Ярослава Мудрого
Факультет юстиції Національного юридичного університету імені Ярослава Мудрого — один з факультетів Національного юридичного університету імені Ярослава Мудрого. Створений наказом Міністра вищої та середньої спеціальної освіти УРСР Володимира Пархоменко 19 червня 1987 року з метою підготовки висококваліфікованих фахівців-юристів для органів юстиції. 

## Історія
Факультет юстиції Національного юридичного університету імені Ярослава Мудрого створено 19 червня 1987 року відповідно до Наказу Міністра вищої та середньої спеціальної освіти УРСР Володимира Пархоменко з метою підготовки висококваліфікованих фахівців-юристів для органів юстиції. У серпні того ж року, шляхом переведення 375 студентів зі складу денного факультету № 1 (нині факультет прокуратури), було сформовано перший студентський корпус факультету. Згодом відбувся перший випуск (1991 р.) і вже понад 30 років більш ніж 5,000 студентів отримали юридичну вищу освіту на факультеті (судді, адвокати, нотаріуси, державні службовці тощо).
Першим деканом у 1987 році став доцент кафедри кримінального процесу В. М. Хотинець. З 1993 року по 2004 рік деканом факультету був професор кафедри історії держави і права України та зарубіжних країн, д.ю.н., академік НАПрНУ В. М. Єрмолаєв; 2004-2009 рр. – доцент кафедри адміністративного права І. М. Компанієць. Заступниками декана у різні часи були: професори Ю. Г. Барабаш, Б. М. Головкін, М. П. Кучерявенко; доктори: В. В. Вапнярчук, Д. Є. Кутоманов, Д. О. Білінський; доценти: С. Ю. Лукаш, Р. Р. Трагнюк, К. Є. Соляннік, В. Ф. Оболенцев. Нині факультет очолює Соляннік Костянтин Євгенович.
У 2012 році наказом ректора Університету В. Я. Тація факультет № 4 було реорганізовано в Інститут підготовки кадрів для органів юстиції України. 2021 року структурний підрозділ перейменовано на факультет юстиції.

## Сучасність
На цей час на факультеті за державним замовленням та за кошти фізичних і юридичних осіб на денній формі навчається понад 1000 студентів. У 2019 році вперше на факультеті проводився набір студентів на І курс бакалаврського та магістерського рівнів вищої освіти заочної форми навчання (більше 100 студентів). Враховуючи специфіку майбутньої роботи студентам факультету додатково до основної навчальної програми викладаються спеціальні дисципліни, зокрема «Організація роботи органів юстиції та Державної судової адміністрації», «Організація роботи адвокатури», «Безоплатна правова допомога», «Теорія та практика захисту цивільних прав та інтересів», «Організація роботи в органах суду», «Судове право», «Нормативно-проектувальна техніка та державна реєстрація нормативно-правових актів», «Нотаріат», «Виконавче провадження», «Підготовче провадження», «Міжнародний цивільний процес», «Розгляд судами окремих категорій цивільних справ», «Судовий контроль за виконанням судових рішень», «Публічна служба», «Основи публічного адміністрування», «Адміністративні послуги в сфері юстиції, «Адміністративні процедури».

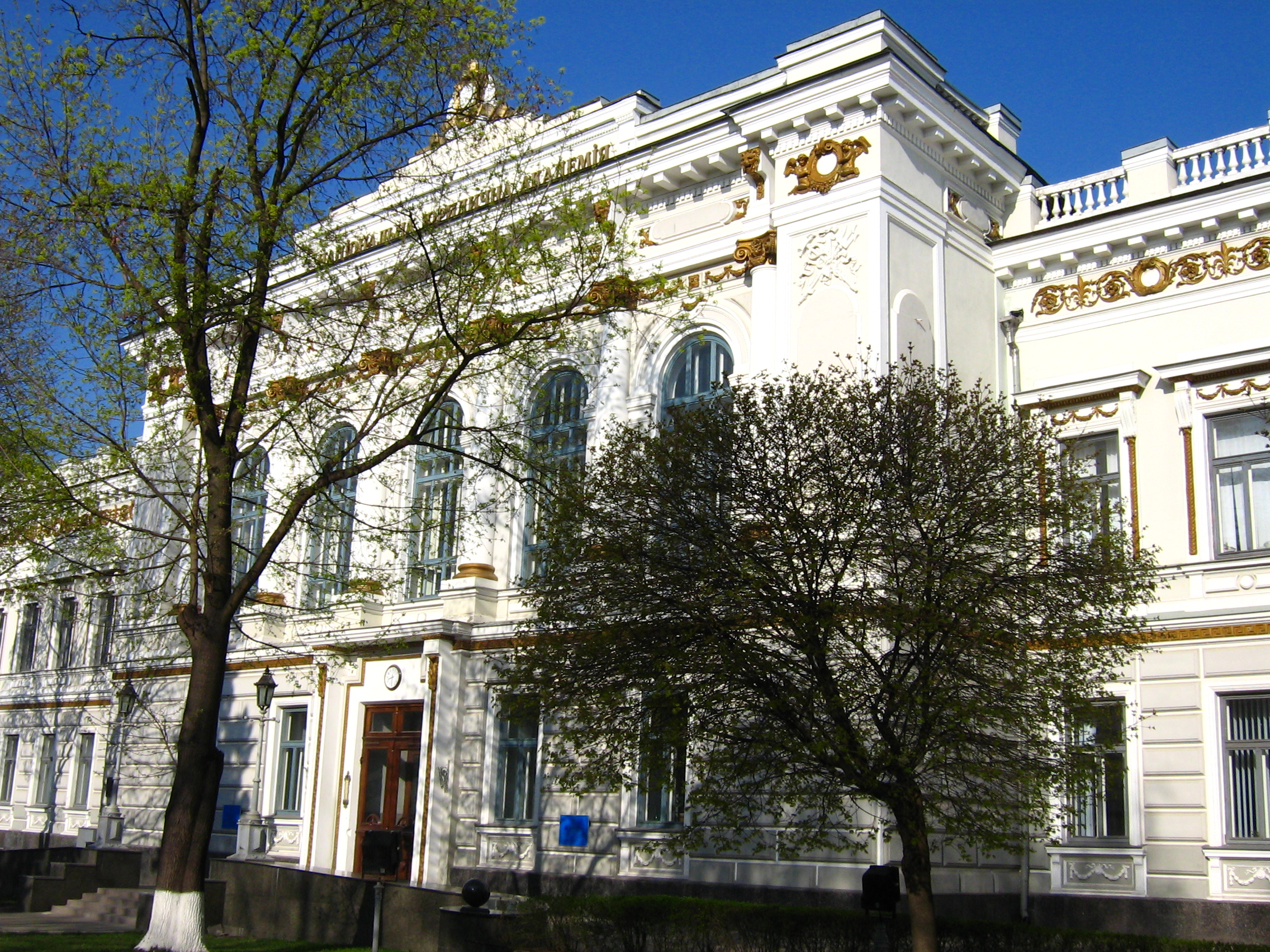
Головний корпус Національного юридичного університету імені Ярослава Мудрого

Факультет розташований у Центральному корпусі Університету (вул. Григорія Сковороди, 77), що є пам’яткою архітектури. Студенти мають доступ до сучасних аудиторій, бібліотек, комп’ютерних класів, спортивного клубу та медичного центру.
Студенти мають можливість брати участь у програмах міжнародної академічної мобільності з університетами Португалії, Чехії, Польщі, Литви, Латвії, Китаю тощо. Також пропонуються сертифікатні освітні програми у співпраці з провідними практиками України та світу.
Щороку студенти бакалаврату та магістратури факультету мають змогу застосувати надбані знання та вміння на практиці в судах, органах державної влади та місцевого самоврядування, органах, що забезпечують правопорядок, підприємствах установах та організаціях незалежно від форм власності, а також їх структурних підрозділах, громадських й адвокатських об’єднаннях, адвокатів та нотаріусів. Задля забезпечення проходження практики між Університетом та органами публічної влади укладено відповідні договори.
З 2024 року факультет юстиції реалізує твіннінговий проєкт подвійного дипломування з державним університетом Великобританії Edge Hill. Випускники програми отримують як вітчизняний диплом магістра з права, так і диплом європейського університету, отримавши знання з регулювання кіберпростору в Україні та Європі.

## Наукова діяльність
Серед випускників є чимало молодих вчених, які свої наукові пошуки в рамках роботи у Студентському науковому товаристві Університету продовжують на кафедрах із отриманням ступеня доктора філософії.
За факультетом закрпілені наступні кафедри:
- Кафедра адміністративного права
- Кафедра державного будівництва
- Кафедра конституційного права України
- Кафедра філософії
- Кафедра цивільно-правової політики, права інтелектуальної власності та інновацій

## Керівництво
- Соляннік Костянтин Євгенович — декан факультету, доцент, кандидат юридичних наук, доцент кафедри державного будівництва[18].
- Оніщенко Олексій Юрійович — заступник декана, доктор філософії з права, асистент кафедри екологічного права[19].
- Сергієнко Аліна Анатоліївна — заступник декана, аспірант кафедри державного будівництва[20].
- Головаш Олена Олександрівна — заступник декана, аспірант кафедри теорії права[21].

## Студентське життя та ініціативи
Студенти факультету активно долучаються до студентського життя університету та міста Харкова загалом. Вони беруть участь у діяльності наукових гуртків, моделюванні судових засідань, програмах академічної мобільності, а також відвідують провідні юридичні установи України.
Щороку понад третина випускників факультету отримує дипломи з відзнакою, студенти стають стипендіатами Президента України, Верховної Ради та Кабінету Міністрів, беруть участь у наукових конференціях та олімпіадах. На факультеті функціонує студентське самоврядування, яке очолює Рада студентського самоврядування факультету юстиції. Голова Ради — Сафонов Дмитро. Студентське самоврядування факультету очолює рух студентства щодо благодійності та волонтерства.
Студенти факультету беруть активу участь у діяльності Харківського осередку Європейської асоціації студентів-правників (ELSA).

## Відомі викладачі
- Барабаш Юрій Григорович – український правник-конституціоналіст, представник Харківської школи конституційного права. Доктор юридичних наук (2009), професор (2012), Голова Науково-консультативної ради Конституційного Суду України (2019).
- Битяк Юрій Прокопович — український правознавець. Академік-секретар відділення державно-правових наук і міжнародного права НАПрН України, дійсний член (академік) НАПрН України. Лауреат державної премії України в галузі науки і техніки (2012).
- Єрмолаєв Віктор Миколайович — український вчений-правознавець, фахівець в галузі історії держави і права. Доктор юридичних наук (2006), професор (2007). Дійсний член Національної академії правових наук України (2017).
- Тодика Юрій Миколайович — радянський, молдавський і український вчений-правознавець, фахівець у галузі конституційного права. Доктор юридичних наук (1989), професор (1991), академік НАПрН України (2000). Заслужений діяч науки і техніки України (2001) і заслужений працівник культури Молдавської РСР.
- Тютюгін Володимир Ілліч — український правник. Кандидат юридичних наук, професор кафедри кримінального права Національного юридичного університету імені Ярослава Мудрого. Науковий консультант Комітету Верховної Ради України з питань законодавчого забезпечення правоохоронної діяльності.

## Випускники
Випускники факультету займають вагоме місце в суддівському корпусі України, обіймають ключові посади в Міністерстві юстиції України, Державній судовій адміністрації та Верховному Суді. Вони також працюють у прокуратурі, Національній поліції, державних органах, місцевому самоврядуванні, а також на підприємствах, в установах та організаціях. Більше половини обласних територіальних представництв Міністерства юстиції України та Державної судової адміністрації нині очолюють саме випускники факультету.

### Видатні випускники
- Міщенко Сергій Григорович (1995) — народний депутат України V, VI, VII та VIII скликаннь.
- Кагановська Тетяна Євгеніївна (1997) — ректор Харківського національного університету імені В. Н. Каразіна.
- Ситник Артем Сергійович (2001) — перший директор Національного антикорупційного бюро України.
- Долженков Олександр Валерійович (2005) — народний депутат України VII, VIII скликаннь.
- Лаченков Ігор Борисович (2021) — український інфлюенсер, блогер, автор інформаційного Telegram-каналу «Лачен пише».
- Сухаревський Вадим Олегович (2024) — полковник Збройних Сил України. Командувач Сил безпілотних систем Збройних Сил України.